# FMA I.Ae. 33
Die I.Ae. 33 Pulqui II („Pulqui“: araukanisch für „Pfeil“) war ein argentinisches Jagdflugzeug, das vom Instituto Aerotécnico de Córdoba (heute: Fábrica Argentina de Aviones (FAdeA)) entworfen und gebaut wurde. Der bekannte deutsche Luftfahrtingenieur Kurt Tank und eine weitere Anzahl deutscher Ingenieure waren maßgeblich an dem Projekt beteiligt. Zwischen 1950 und 1959 wurden fünf Prototypen hergestellt.

## Geschichte
Aufgrund der enttäuschenden Resultate des Prototyps des ersten argentinischen Strahlflugzeugs, der I.Ae. 27 Pulqui I im Sommer 1947, wurde im Institut für Luftfahrt beschlossen, einen Neuentwurf anzugehen. Bis Ende 1947 begann die Erstellung eines IA-33 genannten Vorprojektes, dessen Merkmale eine gegenüber der Pulqui I verstärkte Motorisierung sowie tief liegende gepfeilte Tragflächen waren.
Nach dem Ende des Zweiten Weltkrieges warb die argentinische Regierung den deutschen Ingenieur Kurt Tank an, unter dessen Leitung zuvor bei Focke-Wulf neben der Fw 190 eine Reihe weiterer hochleistungsfähiger Flugzeugtypen entworfen wurden. Tank versammelte eine Gruppe ehemaliger Mitarbeiter von Focke-Wulf und begab sich nach Córdoba. In den letzten Kriegsmonaten hatten Tank und seine Arbeitsgruppe am Entwurf des Strahljägers Ta 183 Huckebein mit gepfeilten Tragflächen gearbeitet, von dem jedoch kein Exemplar fertig gestellt wurde. Das Konzept des Pfeilflügels wurde jedoch von Deutschlands ehemaligen Kriegsgegnern aufgegriffen und floss unter anderem in die Konstruktion der US-amerikanischen North American F-86 Sabre ein; gleichzeitig wurde in der Sowjetunion – ohne dass Kurt Tank Kenntnis davon hatte – die MiG-15 entwickelt.
Kurz nach seiner Ankunft in Argentinien präsentierte Tank den Behörden des Institutes die Pläne der Ta 183 – zur gleichen Zeit, als ein argentinisches Team sein Vorprojekt vorlegte. Als Resultat dieser Zusammenkunft wurde beschlossen, die beiden Gruppen parallel arbeiten zu lassen, eine von Kurt Tank geführte deutsche und eine argentinische, die von dem Ingenieur Norberto Morchio geleitet wurde.
Nach der Fertigstellung der Entwürfe, die sehr ähnlich erschienen, wurden die Unterschiede analysiert und optimiert, um beim Bau des Flugzeugs möglichst geringen Schwierigkeiten zu begegnen. Die Arbeit der argentinischen Ingenieure floss in den Entwurf ein, im Ergebnis handelte es sich allerdings weitgehend um eine modifizierte Ta 183 (Entwurf II); die Modifikationen betrafen im Wesentlichen eine Flügelaufhängung oberhalb des Triebwerks (statt der ursprünglichen, komplizierteren Mitteldeckerkonzeption) sowie einen größer dimensionierten Rumpf, um das Triebwerk vom Typ Rolls-Royce Nene II aufnehmen zu können; das Fahrwerk wurde von der Pulqui I entlehnt.
Nach der Fertigstellung des Entwurfs wurde mit dem Bau der Prototypen begonnen. Der erste war eine Version ohne Motor, mit der die Flugstabilität des Entwurfes untersucht wurde. Darauf folgte die Fertigung eines vollständigen Flugzeuges, das seinen Jungfernflug am 16. Juni 1950 absolvierte, geflogen von Capitán Edmundo Osvaldo Weiss.
Am 8. Februar 1951 erfolgte im Flugpark Jorge Newbery in Buenos Aires die Vorstellung des Flugzeugs in der Öffentlichkeit.
Die Wirtschaftskrise von 1953 führte zur Zurückstufung militärischer Projekte, wodurch auch die Mittel für die Bereitstellung der Pulqui II betroffen waren. Nach dem Sturz Pérons 1955 hatte das Projekt für die neue Regierung keinen großen Stellenwert mehr, was zur Folge hatte, dass die Mehrheit der deutschen Techniker das Land verließ. Kurt Tank ging nach Indien, um in der dortigen Luftfahrtindustrie zu arbeiten.
Bis 1959 konnte das Projekt so weit fortgesetzt werden, dass fünf Flugzeuge gebaut wurden. Kurz darauf wurde es aufgrund geringer finanzieller Mittel und fehlender Unterstützung von der Regierung eingestellt.
Das einzige übriggebliebene Exemplar ist der Prototyp N°5, der im Museo Nacional de Aeronáutica in Morón (Provinz von Buenos Aires) steht.

## Prototypen
Der Prototyp N°1 erhielt kein Triebwerk und diente der Erprobung der Aerodynamik. Dieser wurde bei seinem ersten Flug von Kurt Tank selbst geflogen. Nachdem keine Konstruktionsfehler auftraten, wurde dieser Prototyp bis zu seiner Verschrottung zu statischen Tests benutzt.
Prototyp N°2 hatte seinen Jungfernflug am 16. Juni 1950, geflogen vom Hauptmann Edmundo Osvaldo Weiss. Das Flugzeug zeigte im Flug bei hohen Geschwindigkeiten Probleme auf, deren Behebung Schwierigkeiten bereiteten. 1951 wurden viele Jägerpiloten der argentinischen Luftwaffe eingeladen, das Flugzeug zu testen. Bei einem dieser Tests kam es zum Absturz, als sich einer der Sicherungsbolzen der Tragflächen löste, was die komplette Zerstörung des Flugzeugs zur Folge hatte. Bei dem Unfall verlor der Pilot Hauptmann Vedania Manuwal sein Leben.
Prototyp N°3, der 1952 fertiggestellt wurde, erhielt aerodynamische Verbesserungen, die ihn stabiler machen sollten. Im Oktober desselben Jahres wurde das Flugzeug der Öffentlichkeit gezeigt. Es wurde von Otto Behrens, welcher bereits wesentliche Beiträge zu der Praxiserprobung der Fw 190 geleistet hatte, geflogen. Am 9. Oktober 1952 verunglückte er mit dieser Maschine tödlich, nachdem er bei der Vorbereitung auf eine zwei Tage später geplante Flugvorführung für Argentiniens Präsidenten Perón bei einem in geringer Höhe ausgeführten Flugmanöver in einen Deep Stall geraten war.
In der Folgezeit wurde der Prototyp N°4 hergestellt, der vollständig ausgestattet und mit Bordkanonen ausgerüstet war. 1956 führten die argentinischen Techniker das Flugzeug einer Delegation der neuen Regierung vor. Auf dem Rückweg von der Vorführung führte ein Defekt an der Sauerstoffversorgung zu einer Hypoxie bei Leutnant Balado. 
Der Prototyp N°5 war eine modifizierte Version, die zur Erhöhung der Reichweite Treibstofftanks an den Tragflächen erhielt. Dieser Prototyp bekam die Bezeichnung Pulqui IIe. Er wurde 1959 endgültig fertiggestellt und sein erster Flug fand am 18. September des gleichen Jahres statt, geflogen von Leutnant Robert Starck. Über weitere Flüge fehlen Informationen. Dieses Flugzeug ist heute im Museo Nacional de Aeronáutica zu finden.

## Technische Daten
| Kenngröße             | Daten                                |
| --------------------- | ------------------------------------ |
| Besatzung             | 1 Pilot                              |
| Länge                 | 11,60 m                              |
| Spannweite            | 10,60 m                              |
| Höhe                  | 3,35 m                               |
| Flügelfläche          | 25,10 m²                             |
| Flügelstreckung       | 4,5                                  |
| Leermasse             | 3554 kg                              |
| Flugmasse             | 5988 kg                              |
| max. Startmasse       | 5550 kg                              |
| Triebwerk             | ein Rolls-Royce Nene II              |
| Leistung              | 22,71 kN                             |
| Höchstgeschwindigkeit | Mach 1,1                             |
| Marschgeschwindigkeit | ca. 960 km/h                         |
| Steigleistung         | 1225 m/min                           |
| Reichweite            | 2030 km                              |
| Dienstgipfelhöhe      | 15.000 m                             |
| Bewaffnung            | 4 × Hispano-Suiza MK5, Kaliber 20 mm |